# Christoph Vogelsang
Christoph Vogelsang (* 26. Juli 1985 in Sassenberg) ist ein professioneller deutscher Pokerspieler.
Vogelsang hat sich mit Poker bei Live-Turnieren mehr als 31,5 Millionen US-Dollar erspielt und ist damit der zweiterfolgreichste deutsche Pokerspieler. Er gewann 2017 den Super High Roller Bowl und 2023 ein Turnier der Triton Poker Series.

## Persönliches
Vogelsang stammt aus Sassenberg im Münsterland. Er ist gläubiger Christ und studierte Wirtschaftswissenschaften an der Universität Witten/Herdecke und London School of Economics and Political Science. Der Deutsche lebt in London.

## Pokerkarriere

### Werdegang
Vogelsang spielt auf der Onlinepoker-Plattform PokerStars unter dem Nickname 26071985 und trat bei Full Tilt Poker als Tight-Man1 auf. Dabei erwirtschaftete er mit Cash Games einen Profit von mehr als 2,5 Millionen US-Dollar. Live spielt der Deutsche fast ausschließlich High-Roller-Events, d. h. Turniere mit Buy-ins von umgerechnet mindestens 10.000 US-Dollar.
Seine erste Geldplatzierung bei einem Live-Turnier erzielte Vogelsang im Oktober 2013 beim Super-High-Roller-Event der European Poker Tour (EPT) in London. Dort belegte er hinter seinen Landsmännern Martin Finger und Tobias Reinkemeier den dritten Platz, was ihm ein Preisgeld in Höhe von umgerechnet mehr als 600.000 US-Dollar erbrachte. Im Sommer 2014 nahm der Deutsche bei der World Series of Poker (WSOP) im Rio All-Suite Hotel and Casino am Las Vegas Strip am Big One for One Drop teil, das ein Buy-in von einer Million US-Dollar erfordert. Vogelsang erreichte den dritten Platz und gewann damit knapp 4,5 Millionen US-Dollar Preisgeld. Im Januar 2015 belegte er beim Super High Roller des PokerStars Caribbean Adventures auf den Bahamas den fünften Platz für mehr als 500.000 US-Dollar. Beim EPT Super High Roller Ende August 2015 in Barcelona wurde der Deutsche Dritter und erhielt rund 550.000 Euro Preisgeld. Anfang Juni 2017 gewann er den Super High Roller Bowl im Aria Resort & Casino am Las Vegas Strip und damit sein erstes Live-Turnier überhaupt. Beim mit 300.000 US-Dollar Buy-in teuersten Pokerturnier des Jahres setzte er sich gegen 55 andere Spieler durch und erhielt eine Siegprämie von 6 Millionen US-Dollar. Aufgrund dieses Erfolges war Vogelsang am 21. Juni 2017 im von Steffen Hallaschka moderierten Fernsehmagazin stern TV zu Gast. Anfang November 2017 belegte Vogelsang beim 111.111 Euro teuren High Roller for One Drop der World Series of Poker Europe 2017 im King’s Resort in Rozvadov den sechsten Platz für mehr als 600.000 Euro Preisgeld. Ende April 2018 wurde er beim EPT Super High Roller in Monte-Carlo Zweiter hinter Sam Greenwood für mehr als eine Million Euro. Ende Mai 2018 erreichte der Deutsche erneut den Finaltisch des Super High Roller Bowls und erhielt für seinen fünften Platz ein Preisgeld von 1,2 Millionen US-Dollar. Mitte Oktober 2019 wurde er beim Super High Roller der World Series of Poker Europe in Rozvadov Dritter und sicherte sich knapp 1,2 Millionen Euro. Wenige Tage später erreichte er auch beim Diamond High Roller der Serie den Finaltisch und erhielt für seinen vierten Platz weitere 630.000 Euro. Beim Super High Roller Bowl Russia in Sotschi belegte Vogelsang Mitte März 2020 den mit 2,4 Millionen US-Dollar dotieren zweiten Platz. Auch beim Super High Roller Bowl Europe im nordzyprischen Kyrenia erreichte er Mitte April 2022 den Finaltisch und beendete das Turnier als Dritter mit einer Auszahlung von knapp 1,3 Millionen US-Dollar. Bei der WSOP 2022, die erstmals im Bally’s Las Vegas und Paris Las Vegas ausgespielt wurde, erreichte der Deutsche das Finale der Heads-Up Championship und unterlag dort Dan Smith, wofür er rund 315.000 US-Dollar erhielt. Anfang November 2023 gewann er ein 100.000 US-Dollar teures Event der Triton Poker Series in Monte-Carlo und sicherte sich aufgrund eines Deals mit Nacho Barbero ein Preisgeld von über 2,6 Millionen US-Dollar.

### Preisgeldübersicht
Mit erspielten Preisgeldern von über 31,5 Millionen US-Dollar ist Vogelsang nach Fedor Holz der zweiterfolgreichste deutsche Pokerspieler.
| Jahr   | Preisgeld (in $) | Turniersiege |
| ------ | ---------------- | ------------ |
| 2013   | 621.321          | 0            |
| 2014   | 4.530.775        | 0            |
| 2015   | 1.430.078        | 0            |
| 2016   | 774.043          | 0            |
| 2017   | 8.090.381        | 2            |
| 2018   | 3.697.141        | 0            |
| 2019   | 3.520.726        | 0            |
| 2020   | 2.400.000        | 0            |
| 2021   | 462.107          | 0            |
| 2022   | 1.699.012        | 0            |
| 2023   | 4.300.725        | 1            |
| 2024   | 0                | 0            |
| gesamt | 31.526.309       | 3            |